# Cibetke
Cibetke i genetke (Viverridae) su porodica iz reda zvijeri, a svrstana je u natporodicu mačkolikih životinja. To su male do srednje velike zvijeri, s točno 30 vrsta koje žive u Africi i Euroazije.

## Osobine
To su rođakinje mačaka, imaju vitko tijelo s kratkim nogama, koje završavaju uglavnom s pet prstiju. Krzno im je najčešće pjegavo ili prugasto, no može biti i jednobojno. Na dugim licima imaju šiljaste njuške s 32 do 40 zubi, zašiljene ili zaobljene uške, duge brkove i velike oči. Cibetke i genetke su samotne životinje koje većinu vremena provode na drveću. Oštre pandže koje mogu uvlačiti koriste za hvatanje debala i grana, a u održavanju ravnoteže pomažu im dugi repovi. Zbog tih prilagodbi su dobri penjači.
Sljedeće obilježje im je prisutnost dvije ili više analnih žlijezda pored crijevnog otvora koje izlučuju tekućinu intenzivnog mirisa. Ovu tekućinu talože u žljezdanim vrećicama. Tom tekućinom koriste se za obilježavanje svog životnog prostora, da bi pokazale da na prostor polažu "pravo vlasništva", ali i da odbiju neprijatelje.
Ovisno o vrsti, dužina tijela kreće im se od 35 do 95 cm, dužina repa od 13 do 90 cm a težina im je između 0,60 i 20 kg. 

## Rasprostranjenost
Najveći broj vrsta ove porodice živi u južnoj i jugoistočnoj Aziji, gdje je raširena od Indije preko južne Kine do Indonezije i Filipina. Jedna vrsta, larveni uvijač, živi i u južnom Japanu (Ryu Kyu). Pored toga, živi u cijeloj Africi i na Arapskom poluotoku. Samo jedna vrsta iz ove porodice, sitno pjegava genetka (Genetta genetta), koja inače nastanjuje područje oko Atlasa, živi i u jugozapadnoj Europi. Inače, žive uglavnom u šumama, a ponekad i u grmovitim područjima i savanama.

## Način života
Sve vrste su noćne životinje a po danu spavaju u dupljama u stablima ili jamama u tlu. Mnoge vrste su izvrsni penjači i uglavnom žive na stablima. Samo jedna vrsta, binturong, razvila je rep prilagođen hvatanju. Druge vrste se opet mogu naći samo na tlu, dok su neke prihvatile vodu kao stanište, i žive semiakvatičnim načinom života.
Većina vrsta žive samotnjački i izbjegavaju, osim u razdoblju parenja, susrete s pripadnicima iste vrste. Neke vrste žive u paru ili manjim porodičnim skupinama. Veće grupe u ovoj porodici nisu uobičajene. To su uglavnom teritorijalne životinje koje svoje područje obilježavaju izlučinom analnih žlijezda.

## Prehrana
Sve vrste cibetki i genetki su u pravilu svežderi. Mnoge vrste su vrlo spretni lovci koji se prišuljaju plijenu ili napadaju iz zaklona. Hrane se malim kralježnjacima, kukcima, crvima kao i ptičjim jajima. Neke vrste jedu i strvinu. Jedu i biljnu hranu, kao voće i orahe.

## Razmnožavanje
Ženka koti najčešće dva puta godišnje između dvoje i šest mladunaca. Kod koćenja, mladunci su slijepi, ali imaju krzno. Očekivani životni vijek kod većine vrsta je između 5 i 15 godina.

## Sistematika
Cibetke i genetke su bliski srodnici s porodicom Herpestidae, a ranije su i one bile uvrštavane u tu porodicu. Danas su zasebna porodica. Unutar reda zvijeri svrstavaju se u natporodicu mačkolikih.

### Potporodice i rodovi
Ova porodica se dijeli na sljedeći način:
- Potporodica Viverrinae
  - azijske cibetke (Viverra), 4 vrste
  - afrička cibetka (Civettictis civetta)
  - mala indijska cibetka (Viverricula indica)
  - genetke (Genetta), 10 vrsta
  - vodena cibetka (Osbornictis piscivora)
  - pojane ili afrički linsangi (Poiana), 2 vrste
  - linsangi (Prionodon), 2 vrste
- Potporodica palmini uvijači ili musangi (Paradoxurinae)
  - musangi (Paradoxurus), 4 vrste
  - larveni uvijač (Paguma larvata)
  - sulaveški uvijač (Macrogalidia musschenbroekii)
  - prugasti uvijač (Arctogalidia trivirgata)
  - binturong (Arctictis binturong)
- Potporodica Hemigalinae
  - Hemigalus derbyanus
  - Chrotogale owstoni
  - Diplogale hosei
  - Cynogale bennettii

Vrsta Nandinia binotata je ranije uvrštavana u ovu porodicu, no danas se smatra zasebnom porodicom Nandiniidae. I tri vrste koje žive na Madagaskaru koje su se ranije smatrale dijelom ove porodice, izdvojene su iz nje i čine danas zasebnu porodicu Eupleridae, odnosno, madagaskarske zvijeri (vidi: madagaskarska cibetka)